# کید ای
کید ای (انگلیسی: Kid A) چهارمین آلبوم استودیویی گروه راک انگلیسی ریدیوهد است که در ۲ اکتبر ۲۰۰۰ توسط پارلفون منتشر شد. با وجود اینکه تبلیغات چندانی برای آلبوم نشد و هیچ موزیک ویدئویی در زمان پخش آلبوم از هیچ‌یک از آهنگ‌ها ساخته نشده بود، اما کید ای به موفقیت بالای جهانی رسید و اولین آلبوم ردیوهد بود که در جدول بیلبورد ۲۰۰ آمریکا در رتبه اول قرار گرفت.
آلبوم در شهرهای مختلفی از جمله پاریس، کپنهاگن، آکسفورد و گلوکسترشایر به همراه نایجل گادرک، تهیه‌کننده، ضبط شد. هم ترانه‌نویسی و هم ضبط آلبوم تماماً به صورت تجربی انجام شد و گروه در این آلبوم بیشتر از آلبوم‌های قبلی به سمت موسیقی الکترونیک گرایش پیدا کرد. با تأثیری که ردیوهد از سبک‌هایی مانند کرائوتراک، جز و موسیقی کلاسیک قرن بیستم گرفته بود ردیوهد ترکیب همیشگی سه گیتاریست خود را برای استفاده از سازهای بیشتر مانند کیبورد، سازهای بادی برنجی، سازهای زهی تغییر داد. کید ای همچنین نسبت به کارهای قبلی گروه بیشتر دارای ترک‌های مینیمال و فضای آبستره بود. تام یورک دربارهٔ آلبوم چنین گفته بود که کید ای قصد «هنر» بودن ندارد و فقط بازتاب موسیقی است که گروه در این زمان گوش می‌دهد. آهنگ‌ها به همراه تعدادی اثر طراحی-گرافیکی از استنلی داونوود و تام یورک و همچنین سریالی از انیمشن‌های کوتاه که به آن‌ها «بلیپ» گفته می‌شد ترکیب آلبوم را تشکیل می‌دادند.
در پایان دهه، رولینگ استون، پیچفورک و تایمز آن را به عنوان بهترین آلبوم دههٔ ۲۰۰۰ معرفی کردند و در سال ۲۰۲۰، رولینگ استون آن را در رتبه ۲۰ فهرست به‌روزشدهٔ ۵۰۰ آلبوم برتر تمام دوران قرار داد. کید ای جایزه گرمی برای بهترین آلبوم آلترنیتیو را به دست آورد و برای بهترین آلبوم سال نیز نامزد شده بود. در سال ۲۰۱۶، بیلبورد استدلال کرد که کید ای نخستین آلبوم پس از کم (اثر دیوید بویی) است که موسیقی راک و الکترونیک را به شکل بالغانه‌ای رو به جلو برده است.

## لیست آهنگ‌ها
همه آهنگ‌ها توسط ردیوهد نوشته شده‌اند:
| شماره | نام                       | مدت  |
| ----- | ------------------------- | ---- |
| ۱.    | «همه چیز سر جای خودش است» | ۴:۱۱ |
| ۲.    | «کید ای»                  | ۴:۴۴ |
| ۳.    | «سرود ملی»                | ۵:۵۱ |
| ۴.    | «چگونه کاملاً ناپدید شد»   | ۵:۵۶ |
| ۵.    | «تری‌فینگرز»               | ۳:۴۲ |
| ۶.    | «خوش‌بین»                  | ۵:۰۹ |
| ۷.    | «در برزخ»                 | ۳:۳۱ |
| ۸.    | «آیدیوتک»                 | ۵:۰۹ |
| ۹.    | «ناقوس صبح»               | ۴:۳۵ |
| ۱۰.   | «موسیقی متن فیلم»         | ۶:۵۹ |

## نوازنده‌ها
- تام یورک - وکال، گیتار، پیانو
- جانی گرینوود - گیتار، سینتی‌سایزر
- اد اوبراین - گیتار، صدای پشت
- کالین گرینوود - گیتار بیس
- فیل سلوی - درام